# Ivany de Castre-Pinós i de So
Ivany de Castre-Pinós i de So (1430-p. 1497) era un noble català, fill de Pere Galceran de Castre-Pinós i de Tramaced, baró de Guimerà, i de Blanca de So, vescomtessa d'Èvol. Es va casar el 1455 amb la pubilla Beatriu de Salt. Una de les primeres dades que es posseeixen d'aquest personatge és un enfrontament armat contra Pere de Rocabertí i d'Erill que encara durava el 1458. Amb l'esclat de la Guerra Civil Catalana es va adscriure al bàndol del rei Joan II i una de les seves accions més destacades fou en el Setge de Palau-Saverdera de 1464, en el qual va protegir el castell que era del seu cunyat, Bernat II de Vilamarí casat amb la seva germana Elionor, que estava assetjat per un altre cunyat seu, Jofre VII de Rocabertí, casat amb la seva germana Joana.
El 1466 va caure presoner del conestable Pere de Portugal, per bé que el 1468 ja estava lliure i va rebre el suport del rei Joan.
Va ser diputat militar de la Diputació del General el trienni 1488-1491, juntament amb el diputat eclesiàstic Juan Payo Coello, abat de Santa Maria de Poblet, i el diputat reial Pere Terrades, ciutadà de Girona.

## Núpcies i descendents
El 1455 es va casar amb Beatriu de Salt, de Castelló d'Empúries, i va tenir quatre fills:
- Elionor de Castre-Pinós, casada amb Francesc de Castre-Pinós de So, vescomte d'Èvol
- Maria de Castre-Pinós, casada amb Bernat de Vilamarí
- Galceran de Castre-Pinós
- Beatriu de Castre-Pinós, casada amb Francesc de Pau, baró de Pau